# Scotinotylus
Scotinotylus és un gènere d'aranyes araneomorfes de la subfamília dels erigonins, dins de la família Linyphiidae. Es poden trobar a la zona holàrtica.
Fou descrit per primera vegada per Eugène Louis Simon l'any 1884.
És sinònim dels gèneres:
- Caledonia O. Pickard-Cambridge, 1894
- Cochlembolus Crosby, 1929
- Cervinargus Vogelsanger, 1944
- Yukon Chamberlin & Ivie, 1947
- Cheraira Chamberlin, 1949

## Llista d'espècies
Segons The World Spider Catalog 12.0:
- Scotinotylus alienus (Kulczyński, 1885) – Rússia, USA (Alaska), Canadà
- Scotinotylus allocotus Crawford & Edwards, 1989 – USA
- Scotinotylus alpigena (L. Koch, 1869) – Europa, Rússia cap l'Àsia central
- Scotinotylus alpinus (Banks, 1896) – Rússia, Mongòlia, USA (Alaska), Canadà, USA, Grenlàndia
- Scotinotylus altaicus Marusik, Hippa & Koponen, 1996 – Rússia
- Scotinotylus ambiguus Millidge, 1981 – USA, Canadà
- Scotinotylus amurensis Eskov & Marusik, 1994 – Rússia
- Scotinotylus antennatus (O. Pickard-Cambridge, 1875) (Espècie tipus) – Europa, Kazakhstan, Rússia (Sud de Sibèria)
- Scotinotylus apache (Chamberlin, 1949) – USA
- Scotinotylus autor (Chamberlin, 1949) – USA
- Scotinotylus bicavatus Millidge, 1981 – USA
- Scotinotylus bodenburgi (Chamberlin & Ivie, 1947) – USA (Alaska)
- Scotinotylus boreus Millidge, 1981 – Canadà
- Scotinotylus castoris (Chamberlin, 1949) – USA
- Scotinotylus clavatus (Schenkel, 1927) – Suïssa, Àustria
- Scotinotylus columbia (Chamberlin, 1949) – Canadà
- Scotinotylus crinitis Millidge, 1981 – USA
- Scotinotylus dubiosus Millidge, 1981 – USA
- Scotinotylus eutypus (Chamberlin, 1949) – Rússia (Sibèria), Japó, Amèrica
- Scotinotylus evansi (O. Pickard-Cambridge, 1894) – Grenlàndia, Europa, Sibèria
- Scotinotylus exsectoides Millidge, 1981 – Canadà
- Scotinotylus formicarius (Dondale & Redner, 1972) – USA
- Scotinotylus gracilis Millidge, 1981 – USA
- Scotinotylus humilis Millidge, 1981 – USA
- Scotinotylus kenus (Chamberlin, 1949) – USA
- Scotinotylus kimjoopili Eskov & Marusik, 1994 – Rússia
- Scotinotylus kolymensis Eskov & Marusik, 1994 – Rússia
- Scotinotylus levii Marusik, 1988 – Rússia
- Scotinotylus majesticus (Chamberlin & Ivie, 1947) – Canadà, USA
- Scotinotylus millidgei Eskov, 1989 – Rússia
- Scotinotylus montanus Millidge, 1981 – USA
- Scotinotylus pallidus (Emerton, 1882) – USA, Canadà
- Scotinotylus patellatus (Emerton, 1917) – Canadà, USA
- Scotinotylus pollucis Millidge, 1981 – USA
- Scotinotylus protervus (L. Koch, 1879) – Rússia, Kazakhstan, Mongòlia, USA (Alaska), Canadà
- Scotinotylus provincialis Denis, 1949 – França
- Scotinotylus provo (Chamberlin, 1949) – USA
- Scotinotylus regalis Millidge, 1981 – USA
- Scotinotylus sacer (Crosby, 1929) – Rússia (Sibèria), USA (Alaska), Canadà, Grenlàndia
- Scotinotylus sacratus Millidge, 1981 – USA
- Scotinotylus sagittatus Millidge, 1981 – USA
- Scotinotylus sanctus (Crosby, 1929) – USA, Canadà
- Scotinotylus sintalutus Millidge, 1981 – Canadà
- Scotinotylus tianschanicus Tanasevitch, 1989 – Àsia central
- Scotinotylus venetus (Thorell, 1875) – Itàlia
- Scotinotylus vernalis (Emerton, 1882) – USA, Canadà
- Scotinotylus vettonicus Barrientos & Hernández-Corral, 2020 – Espanya, França